# Maratón de Londres de 2020
El Maratón de Londres de 2020 fue la 40 edición del maratón anual de Londres, Reino Unido, el cual tuvo lugar el domingo 4 de octubre de 2020. Debido a la pandemia mundial de Covid-19, la carrera se pospuso del 26 de abril y solo se permitieron participantes de élite por lo que la participación masiva fue cancelada. El evento tuvo lugar en un recorrido diferente al habitual, que consistió en varias vueltas alrededor de St James's Park.
La carrera de élite masculina fue ganada por el etíope Shura Kitata, y la carrera de élite femenina la ganó la keniana Brigid Kosgei. Por otro lado, la carrera de hombres en silla de ruedas fue ganada por el canadiense Brent Lakatos, y la carrera de mujeres en silla de ruedas fue ganada por la holandesa Nikita den Boer.

## Recorrido
El Maratón de Londres de 2020 estaba programado originalmente para celebrarse el 26 de abril, pero se pospuso hasta el 4 de octubre debido a la pandemia de COVID-19.  Fue la primera maratón de Londres que ha tenido lugar en otoño.  El 6 de agosto, se confirmó que el maratón seguiría adelante como una carrera exclusiva de élite, con el evento de participación masiva cancelado, evitando así posibles contagios masivos. Campos de alrededor de 30 a 40 atletas compitieron por cada título.  Fue la primera vez que el Maratón de Londres fue un evento exclusivo de élite.  Debido a la pandemia de COVID-19, la carrera se desarrolló sin espectadores, en un entorno bioseguro. A todos los atletas se les hizo la prueba de COVID-19 varias veces antes de la carrera,  se cubrieron la cara y tuvieron que sufrir un distanciamiento social cuando no competían.  Todos los competidores y coordinadores de eventos llevaban un dispositivo "bump" que los alertaba si se acercaban demasiado a otras personas. Como resultado de la necesidad de un entorno bioseguro, la carrera no siguió su ruta tradicional. En cambio, el Maratón de Londres 2020 consistió en 19,6 vueltas de 2,15 kilómetros (1,34 millas) alrededor de St. James's Park, que incluyeron The Mall, Horse Guards Parade, Birdcage Walk y el Palacio de Buckingham. El circuito final fue de 1.345 metros (0,84 millas) a lo largo del Mall, siguiendo la línea de meta del tradicional recorrido del Maratón de Londres. El área alrededor de St James's Park se cerró para prohibir la asistencia de espectadores.
El premio en metálico para los ganadores de la Maratón de Londres de 2020 fue un 50% más bajo que en 2019 . Por primera vez, se otorgaron premios en efectivo separados a los atletas británicos que obtuvieron mejores resultados en la carrera.  El premio en metálico del ganador fue de 30.000 dólares estadounidenses .  El equipo GB utilizó los resultados de los atletas británicos en el Maratón de Londres de 2020 para determinar la clasificación para los retrasados Juegos Olímpicos de Verano de 2020 en Tokio en 2021.  Antes de que se pospusieran ambos eventos, el Maratón de Londres estaba programado para ser utilizado como el evento de prueba británico para determinar la clasificación para los Juegos Olímpicos de 2020.